# Periculum in mora
Periculum in mora è una locuzione latina che significa letteralmente "pericolo nel ritardo" cioè "pericolo/danno causato dal ritardo".
È una delle due condizioni che deve necessariamente essere affermata nei ricorsi finalizzati all'ottenimento di un provvedimento cautelare  di tipo reale (ad es. ex art. 700 c.p.c. oppure ex art. 23 del c.c.), affinché venga concesso il provvedimento richiesto. La seconda condizione è il cosiddetto fumus boni iuris.
La prova del periculum in mora è affidata a colui che richiede l'ordinanza cautelare, il quale dovrà dimostrare la sussistenza di entrambi i requisiti del periculum in mora, ossia il rischio di subire un danno grave e al contempo irreparabile.
Con la locuzione "danno grave" ci si riferisce all'entità del pregiudizio, calcolata in rapporto al valore del bene oggetto della controversia: un danno non sarà quindi grave di per sé, ma solo se paragonato all'oggetto del contendere.
L'irreparabilità del danno riguarda invece la possibilità di rimediare in futuro ai danni che chi chiede l'ordinanza cautelare ritiene subirà. Nel caso di danno esclusivamente patrimoniale è attualmente sostenuto dall'orientamento prevalente che la possibilità di ottenere il risarcimento del danno sia di per sé sufficiente ad escludere l'irreparabilità del danno.
I crediti alimentari sono quelli per i quali è più probabile il riconoscimento del periculum in mora, a sostegno di raccomandate di messa in mora al debitore e in seguito a una richiesta al giudice di emettere un'ingiunzione di pagamento. Per crediti alimentari si intendono in senso lato spese per bisogni primari (riscaldamento, alimenti, vestiti, igiene personale o dell'abitazione principale) ovvero non differibili senza un significativo danno patrimoniale o esistenziale (come un mutuo ipotecario, ovvero il ritardo degli studi universitari per insufficienza di reddito).  